# Xã Keaton, Quận Arkansas, Arkansas
Xã Keaton (tiếng Anh: Keaton Township) là một xã thuộc quận Arkansas, tiểu bang Arkansas, Hoa Kỳ. Năm 2010, dân số của xã này là 892 người.